# Полен, Джанетт
Джанетт Полен (англ. Jeanette Pohlen, род. 2 мая 1989 года) — американская профессиональная баскетболистка, выступавшая за клуб Женской национальной баскетбольной ассоциации «Индиана Фивер». На студенческом уровне выступала за Стэнфордский университет.

## Ранние годы
Полен родилась в Дауни (штат Калифорния). Посещала старшую школу Бри Олинда. По окончании обучения поступила в Стэнфордский университет, где выступала за местную баскетбольную команду «Стэнфорд Кардинал». Джанетт получила известность благодаря своей игре против университета Коннектикута, когда она набрала 31 очко и помогла своей команде одержать победу, тем самым прервав беспроигрышную серию «Хаскис». В составе «Кардинал» Полен четыре раза участвовала в Финалах четырёх и трижды в финалах NCAA.

## Профессиональная карьера
Полен была выбрана на драфте ЖНБА 2011 года в первом раунде под общим 9-м номером клубом «Индиана Фивер». В ЖНБА она стала одной из лучших по броскам из-за трёхочковой линии и в 2011 году была лидером лиги по проценту реализации трёхочковых бросков. В 2012 году она в составе «Фиверс» стала чемпионом ЖНБА.
В сезоне 2011/12 годов Полен выступала за турецкий клуб «Тарсус». За 13 матчей она в среднем за игру набирала 10,1 очка.
В 2014 году во время тренировочного сбора Полин была исключена из состава «Фивер» в связи с травмой ахиллового сухожилия. После восстановления она а в 2015 году вновь подписала контракт с Индианой . В 2016 году перед стартом чемпионата её вновь отчислили из команды и лишь 7 июля она смогла подписала 7-дневный контракт, а затем осталась в команде до конца сезона . В феврале 2017 года и 2018 года она подписывала однолетние контракты с «Фивер», но, если в 2017 году она отыграла весь сезон в ЖНБА, то в 2018 году она была отчислена из команды ещё до старта чемпионата.

## Выступления за национальную сборную
В 2009 году Полен представляла США на Универсиаде, проходившей в сербском Белграде. На играх сборная США выиграла все семь матчей и завоевала золотые медали. Полен на турнире в среднем за игру набирала 5 очков.